# Baross kocsiszín
A Baross kocsiszín egy budapesti kocsiszín.

## Jellemzői
A Budapest VIII. kerületében a Baross utca 132. szám alatt elhelyezkedő épület 1889-ben épült. Jelenleg igen romos állapotban van, és elsősorban ČKD Tatra T5C5 típusú villamosok tárolására használják, amelyek az 1-es villamos vonalát szolgálják ki. Mivel a korábbi helyi deltavágány elbontásra került, fordításra a környező vonalalakat használják.
Itt állomásozik egy Roessemann és Kühnemann-BSzKRt 70-es típusjelzésű hóseprő mozdony, egy tanulóvillamos, és egy nosztalgia villamos is.